# Virje
Virje je općina u sjeveroistočnoj Hrvatskoj. Nalazi se u Koprivničko-križevačkoj županiji.

## Zemljopis
Virje je smješteno u srcu Podravine, između rijeke Drave i bilogorskih brežuljaka. Stanovnici se bave poljoprivredom, stočarstvom i ostalim djelatnostima vezanima uz rad na selu. Naselja u sastavu općine su Donje Zdjelice, Hampovica, Miholjanec, Rakitnica, Šemovci i Virje.

## Stanovništvo
| broj stanovnika | 7649  | 8855  | 9667  | 8745  | 9035  | 9013  | 8655  | 8152  | 7349  | 7153  | 6791  | 6543  | 5849  | 5435  | 5197  | 4587  | 3842  |
|                 | 1857. | 1869. | 1880. | 1890. | 1900. | 1910. | 1921. | 1931. | 1948. | 1953. | 1961. | 1971. | 1981. | 1991. | 2001. | 2011. | 2021. |

| broj stanovnika | 5140  | 6024  | 6611  | 5433  | 5525  | 5467  | 5283  | 4901  | 4553  | 4445  | 4319  | 4266  | 3930  | 3781  | 3684  | 3302  | 2811  |
|                 | 1857. | 1869. | 1880. | 1890. | 1900. | 1910. | 1921. | 1931. | 1948. | 1953. | 1961. | 1971. | 1981. | 1991. | 2001. | 2011. | 2021. |

## Uprava
Općinski načelnik je Mirko Perok (HDZ).

## Povijest
Stari naziv mjesta bio je Prodavić.
U potresu na Bilogori 1938. stradali su: Virje, Rakitnica, Šemovci te okolna sela.

## Poznate osobe
- Stjepan Korolija, prevoditelj i pisac
- dr. Franjo Fancev (Virje, 24. rujna 1882. - Zagreb, 31. ožujka 1943.), hrvatski književnik i povjesničar književnosti
- Ivanko Vlašićak, hrv. svećenik i književnik[5]
- Stjepan Ljubić, prvi hrvatski profesionalni biciklist, nastupio na Olimpijskim igrama 1928. i na Tour de Franceu.
- Ferdo Rusan, hrv. glazbeni amater, ilirski i pučki pjesnik te nositelj prosvjetiteljskog i gospodarskog života Podravine.

## Spomenici i znamenitosti
Župna crkva u Virju posvećena je sv. Martinu, a grobljanska kapela sv. Jakovu.

## Kultura
Središte je rimokatoličkoga Virovskog dekanata.

## Šport
- NK Podravac Virje
- KK Podravac

## Vanjske poveznice
- Virje - službena stranica